# Francisco Alvares
Francisco Xavier Alvares, Alvarez o Álvarez (Viana, Portugal, 1777 - Hacienda de Viña de la Mar, Chile, 8 de octubre de 1844) fue un comerciante portugués que, ya avecindado en Chile, adquirió las haciendas de la Viña de la Mar y las Siete Hermanas, ambas en el valle de Peuco y separadas por el estero Marga Marga, que más tarde conformarían la comuna de Viña del Mar. Fue abuelo de Mercedes Álvares Pérez, casada con José Francisco Vergara, quien fundó la ciudad de Viña del Mar.

## Biografía
Hijo de Juan Manuel Alvares y de Luisa María, nació en la ciudad portuguesa de Viana, y en su juventud ejerció como marino. Tiempo después se fue a Chile, en donde se estableció en la ciudad de Valparaíso. En 1813 contrajo matrimonio con Dolores Pérez, oriunda de Quillota, en una ceremonia efectuada en la Iglesia de la Matriz.
Se instaló con un puesto de abarrotes y de agua que sacaba de un pozo de su casa para aprovisionar a las fragatas que salían del puerto, lo que le trajo cierta estabilidad económica. Sin embargo, gran parte de su fortuna la consiguió en 1837 gracias a una movida especulativa. Con la ayuda su amigo, el estadounidense William Thayer, que realizaba viajes de apoyo para Chile durante la Guerra contra la Confederación Perú-Boliviana, supo sobre el Tratado de Paucarpata lo que haría que no se pudiera seguir ni exportando trigo ni importando azúcar desde Perú, por lo que Alvares comenzó a vender el primero y a acaparar el segundo, logrando así llegar a una fortuna de un millón setecientos mil pesos de la época.
En el año 1840 adquirió las haciendas de las Siete Hermanas y la Viña de la Mar, en lo que sería un factor importante en la fundación en el lugar de la ciudad de Viña del Mar. Se estableció allí hasta su muerte el 8 de octubre de 1844, a causa de una fuerte pulmonía.